# Gabriela Mistral
Gabriela Mistral, echte naam Lucila de María del Perpetuo Socorro Godoy Alcayaga (Vicuña, 7 april 1889 – New York, 10 januari 1957) was een Chileens dichteres, diplomate en hoogleraar. Ze was de eerste Latijns-Amerikaanse persoon die de Nobelprijs voor Literatuur ontving, in 1945.

## Leven
Gabriela Mistral is het pseudoniem van Lucila Godoy Alcayaga, dochter van Petronila Alcayaga, naaister, en Juan Gerónimo Godoy, leraar, die het gezin in de steek liet toen Gabriela drie jaar oud was.
In 1904 werd ze benoemd tot hulplerares op de Escuela de La Compañía Baja en begon bijdragen te sturen naar de krant El Coquimbo in La Serena. Het jaar daarop schreef ze regelmatig voor die krant en voor La Voz de Elqui in Vicuña. Vanaf 1908 was ze lerares in La Cantera en later in Los Cerillos. Later in 1910 studeert ze af aan de Escuela Normal N° 1 in Santiago en verkrijgt de officiële titel Profesora de Primaria, verleend door het Pedagogisch Instituut van de Universiteit van Chili.
In 1906, tijdens haar werk als leraar, leerde ze Romelio Ureta kennen, een spoorwegwerker. Ureta werd een goede vriend van haar, maar pleegde in 1909 zelfmoord. De dood, die reeds in haar werk werd weerspiegeld, werd na die zelfmoord een belangrijk thema in haar werk, verbonden met de liefde.

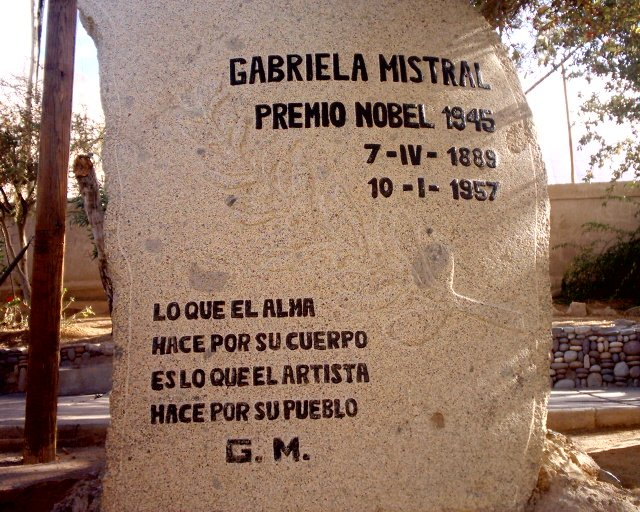
Gedenkteken voor Gabriela Mistral in Vicuña.

Op 12 december 1914 won zij de eerste prijs in het nationale literatuurconcours Juegos Florales (Bloemenspelen) in Santiago, voor Sonetos de la Muerte. Sindsdien gebruikte zij voor bijna al haar geschriften het pseudoniem Gabriela Mistral, als eerbetoon aan twee van haar favoriete dichters, Gabriele D'Annunzio en Frédéric Mistral. Tot 1922 bekleedde zij een aantal posities in het onderwijs in Chili, van Antofagasta in het noorden tot Punta Arenas in het uiterste zuiden, waar zij hoofd was van een gymnasium. Ze diende ook als directrice in Temuco in 1920 en in Santiago in 1921. Ze verliet Chili in 1922 op uitnodiging van de regering van Mexico en wijdde haar verdere leven aan onvermoeibare reizen tussen Amerika en Europa. In Mexico zorgde ze ervoor dat geneeskundestudent Concepción Palacios Herrera een volledige studiebeurs kreeg. Zij werd de eerste vrouwelijke arts van Nicaragua.
Haar moeder stierf in 1929, en Gabriela Mistral draagt het eerste deel van haar boek Tala aan haar op. De Tweede Wereldoorlog is een belangrijk thema in veel van de gedichten in haar boek Lagar.
Op 10 december 1945 ontving ze de Nobelprijs voor Literatuur uit de handen van koning Gustaaf V van Zweden. Daarmee werd ze de eerste Latijns-Amerikaanse schrijver die die prijs ontving. In 1947 kreeg ze een eredoctoraat van het Mills College of Oakland, in Californië en in 1951 de Premio Nacional de Literatura de Chile, de nationale Chileense literatuurprijs.
Vanwege haar slechte gezondheid verkoos Mistral zich van de wereld af te zonderen in haar huis in New York. Ze overleed aan kanker op een leeftijd van 67 jaar.

## Werken
- Sonetos de la muerte, 1914
- Desolación, 1922
- Lecturas para mujeres, 1923
- Ternura, 1924
- Nubes blancas y breve descripción de Chile, 1934
- Tala, 1938
- Antología, 1941
- Lagar, 1954
- Recados contando a Chile, 1957
- Poema de Chile, 1967 (postume uitgave)